# Claudio Tallino
Claudio Tallino (...) è un compositore italiano.

## Biografia
Sebbene di Tallino non si abbiano informazioni riguardo alla sua vita e ai suoi studi, esordì nel mondo del cinema come compositore e direttore d'orchestra nel 1968, realizzando la colonna sonora del film Killer Adios, uno dei tanti  spaghetti western che si giravano, all'epoca, tra l'Italia e la Spagna.
Successivamente, nel 1976, realizza la composizione del film Calamo, diretto dal regista Massimo Pirri, il quale ebbe problemi con la censura, a causa delle numerose scene di nudo presenti nel film. Risulta essere, nonostante la sua mal distribuzione, il disco più venduto per Tallino, tanto da essere stato esportato all'estero.
Nello stesso anno collabora alla colonna sonora del film cult di Alberto Cavallone, Spell (Dolce mattatoio), che, tuttavia, rimane ancora oggi non reperibile, a causa del fatto che non fu incisa in nessun formato.
Negli anni Ottanta, lavora per due dischi funk, con entrambi lo stesso titolo Red Blood.
Ritorno soltanto nei primi anni Duemila a lavorare come compositore di Cinema d'essai, in particolare va ricordato, nel 2004, il suo ultimo lavoro, Vicino al fiume.

## Discografia parziale
- Killer Adios
- Pelle di bandito
- ...loving her
- Calamo
- Spell (Dolce mattatoio)
- Red Blood
- Vicino al fiume'

[Dove volano i corvi d'argento]